# Eberhard von Jähnichen
Eberhard von Jähnichen (* 6. Juni 1914 in Beuthen O.S.; † 10. April 1990) war ein deutscher Maschinenbauingenieur und emeritierter Professor der Hochschule Hannover.

## Leben
Von Jähnichen studierte Maschinenbau an der Technischen Hochschule Breslau, wo er auch einige Jahre als wissenschaftlicher Mitarbeiter verblieb. 1938 wohnte er in Breslau im Haus Dirschauer Str. 31. 1945 wurde er zum Wehrdienst eingezogen und geriet in Kriegsgefangenschaft. 1948 kam er frei und war dann bis 1952 als Kraftfahrzeugmechaniker und -inspektor bei der US Army tätig. 1949 wohnte er in Hannover, im Haus Wittekamp 61. Nach der Tätigkeit in der US Army ging er an die Technische Hochschule Hannover. Dort beschäftigte er sich vorwiegend mit schweißtechnischen Konstruktionen. 1958 wechselte von Jähnichen an die Staatliche Ingenieursschule Hannover, aus der später die Hochschule Hannover hervorging. Er leitete die Betriebswerkstatt und lehrte am Fachbereich Maschinenbau. 1976 wurde er emeritiert.

## Publikationen (Auswahl)
- Otto Bode, Werner Görge, Eberhard von Jähnichen: Untersuchungen von Sattelkupplungs-Gelenkzapfen. VDI-Verl., Düsseldorf 1960, S. 31 S.
- Bruno Fuhrmann, Eberhard von Jähnichen: Hinweise für das Schweissen von Anhänger-Zuggabeln. Dt. Verl. f. Schweisstechnik (DVS); Vieweg, Düsseldorf, Braunschweig 1957, S. 8 S.